# 曼塔 (奧蘭喬省)
曼塔（西班牙語：Manto），是洪都拉斯的城鎮，位於該國西部，由奧科特佩克省負責管轄，始建於1701年，面積138平方公里，海拔高度692米，2001年人口10,189，人口密度每平方公里73.83人。
14°55′N 86°23′W / 14.917°N 86.383°W